# Erennio Gammieri
Erennio Gammieri (Campobasso, 1836 – Pietrogrado, 1916) è stato un compositore italiano.

## Biografia
Figlio di Luigi e di Francesca Gravina. Dotato di spiccato orecchio musicale e di buona tonalità di voce, fin da ragazzo entra nel Real Collegio San Pietro a Majella di Napoli, dove studia canto, solfeggio e pianoforte. Successivamente segue un corso di formazione in composizione con i maestri Gennaro Parisi e Carlo Conti ed è ammesso a cantare in orchestra. Nel 1859 conosce una nobile napoletana, la contessa Graziosi e si trasferisce a San Pietroburgo dove riceve l'incarico di "Maestro concertatore" al teatro Imperiale, conquistando subito il pubblico esigente e colto della capitale russa. Molte le opere composte dal Gammieri: Tommaso Chatterton 1867; L'assedio di Firenze, opera tratta dal romanzo di G. Guerrazzi e libretto di Michelangelo Pinto; Niccolò dei Lapi, dramma lirico di notevole successo; oltre a numerosissime composizioni per pianoforte ed orchestra ed una sonata per pianoforte e violino.